# زيد علي حميد الشامي
زيد علي حميد الشامي برلماني يمني، عضو في مجلس النواب، عن الدورة البرلمانية 2003-2009 والكتلة البرلمانية لنواب حزب التجمع اليمني للإصلاح عن الدائرة الانتخابية رقم (19) بأمانة العاصمة صنعاء.
باتفاق سياسي تمددت فترة المجلس لمدة عامين وتمددت لمدة عامين آخرين حتى 2013م حسب اتفاق المبادرة الخليجية.

## اقتحام منزله من الحوثيين
اقتحم الحوثيين منزل القيادي في حزب الإصلاح زيد الشامي في أبريل 2015 للبحث عنه، وذلك بعد حملة اعتقالات شنها الحوثيين طالت العديد من قادة حزب التجمع اليمني للإصلاح في أبريل 2015م،  بعد شن السعودية ضربات جوية واسعة ضد الحوثيين والوحدات العسكرية الموالية لعلي عبد الله صالح.
اختطف الحوثيون 122 من قادة حزب الإصلاح، بينهم أعضاء مجلس شورى الإصلاح، وأعضاء الهيئة العليا للحزب، بينهم محمد حسن دماج ومحمد قحطان،  وداهموا منازل العديد من قادة الحزب بينهم محمد اليدومي وعبد الوهاب الآنسي وعبد المجيد الزنداني وزيد علي حميد الشامي وحمود هاشم الذارحي وحسن اليعري، وعبد الله صعتر وعدد من البرلمانيين وعشرات من أعضاء الحزب ومؤيديه.